# Trofeu Margarita Miranda
El Trofeu Margarita Miranda és un torneig d'estiu de futbol que se celebra anualment a Palma Mallorca, Illes Balears). Està organitzat pel Club Esportiu Atlètic Balears des de 2022, es juga a l'Estadi Balear i serveix de presentació oficial del primer equip femení abans de començar la temporada regular. El nom del trofeu és un homenatge a Margalida Miranda Bordoy, dirigent esportiva del club als anys 60 i 70 i una de les primeres dones amb una funció alta al món de futbol balear.

## Historial
| Any  | Edició    | Campió          | Resultat | Subcampió                | Altres dades |
| ---- | --------- | --------------- | -------- | ------------------------ | ------------ |
| 2022 | 1a edició | Atlètic Balears | 4–0      | Selecció balear femenina | Partit únic  |
| 2023 | 2a edició | CE Europa       | 2–1      | Atlètic Balears          | Partit únic  |
| 2024 | 3a edició | Atlètic Balears | 2–0      | Atlètic Balears B        | Partit únic  |

## Palmarès
- Amb 2 títols: CE Atlètic Balears (2022 i 2024)
- Amb 1 títol: CE Europa (2023)